# Pilea godetiana
Pilea godetiana är en nässelväxtart som beskrevs av Ignatz Urban och Ekman. Pilea godetiana ingår i släktet pileor, och familjen nässelväxter. Inga underarter finns listade i Catalogue of Life.